# Rajz

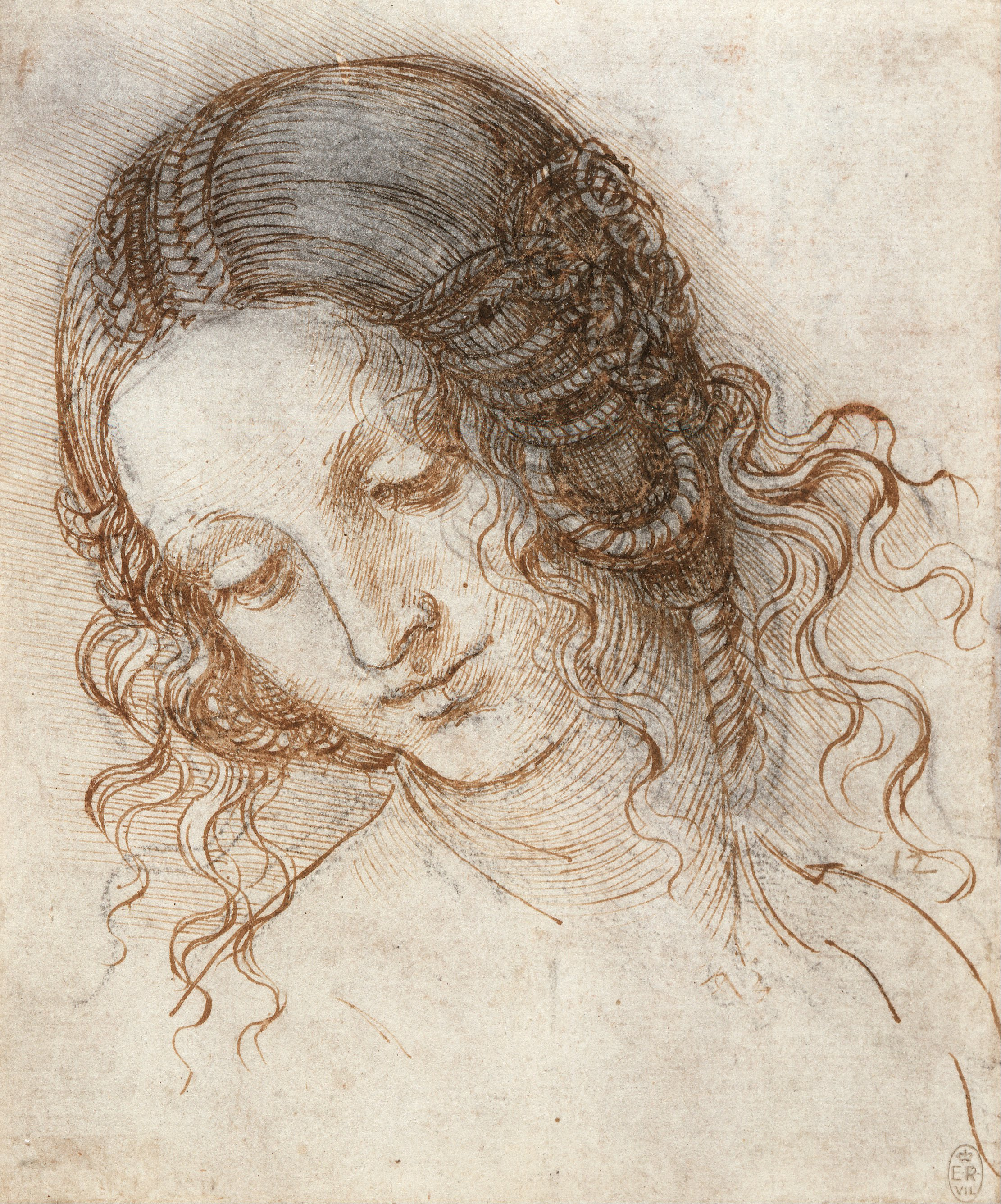
Léda-tanulmány, Leonardo da Vinci: “A rajzot nem elég tudománynak nevezni, hanem istenségnek, mert a teremtés minden látható művét újra tudja alkotni”

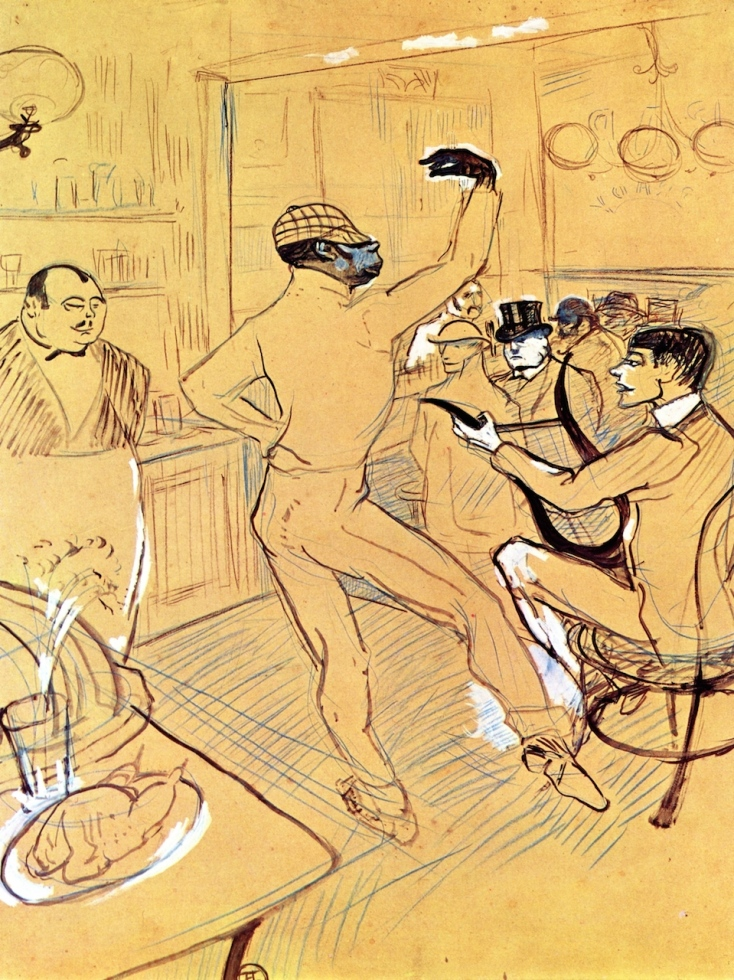
Henri de Toulouse-Lautrec: Csokoládé tánca (ceruzarajz, 1896)

A rajz általában ceruzával, tollal, tussal vagy krétával készített szabadkézi művészeti vagy mérnöki alkotás. A művészi rajz a képzőművészeten belül a grafikához tartozik. Lehet önálló mű, vagy más képzőművészeti, illetve iparművészeti ághoz tartozó alkotásnak (festmény, szobor stb.), illetve valamilyen ipari termék vagy létesítmény, előadás vagy rendezvény megvalósításának az előkészítő eszköze. Ez a vázlatrajz vagy skicc, illetve tervrajz, szabásminta, díszletterv stb.

## Műfajai
Az önálló műalkotásként készített művészi rajz műfajai:
- Ceruzarajz
- Tollrajz
- Tusrajz
- Krétarajz (pl. szén, pasztell)
- Karcrajz
- Pasztell: átmenet a rajz és a festőművészet között.

## Oktatása
Az alapokban geometriai alakzatokkal, drapériák rajzolásával ismertetik meg a rajzolókat, utána pedig a fejrajzzal és különböző mozdulatok papírra vetésével ügyködnek. Budapesten több középiskola is működik amely profi szinten foglalkozik a grafikával, például: Képző- és Iparművészeti Szakközépiskola, Kézműipari Szakközépiskola és Szakiskola.
Magyarországon nemcsak Budapesten, de több nagyvárosban is oktatják a fiatal művészeket. Például Baján, Kecskeméten, Szegeden és Pécsett is. Ezeken kívül még sok más magyarországi városban vannak művészeti szakközépiskolák. Felmérések szerint Pécsett van a "legerősebb" képzés. A Pécsi Művészeti Szakközépiskola tanulói nemcsak a képző- és iparművészettel ismerkednek meg, hanem az intézményben helyet kapott a tánc- és zeneoktatás.
A hagyományos rajzoktatás mellett érdemes megemlíteni Betty Edwards jobb agyféltekés rajzoktatási módszerét is, amely pár nap alatt ugrásszerű fejlődést eredményez a rajzkészségben.